# ナロヒ・ミックガーヴェイ＝ブラック
ナロヒ・ミックガーヴェイ＝ブラック（Ngarohi McGarvey-Black、1996年5月20日 - ）は、ニュージーランドのラグビー選手。

## プロフィール
- ニュージーランド出身。
- ポジションはウィング(WTB)。
- 身長 186cm、体重 90kg

## 略歴
2021年、東京五輪の7人制ニュージーランド代表に選ばれて銀メダル獲得。
2024年、パリ五輪の7人制ニュージーランド代表に選ばれた。